# Eutelia subpurpurascens
Eutelia subpurpurascens là một loài bướm đêm trong họ Noctuidae.